# 広島県道311号新庄千代田線
広島県道311号新庄千代田線（ひろしまけんどう311ごう しんじょうちよだせん）は、広島県山県郡北広島町を通る一般県道である。

## 概要
山県郡北広島町新庄から山県郡北広島町川戸に至る。

### 路線データ
- 起点：山県郡北広島町新庄（上市交差点、国道261号交点）
- 終点：山県郡北広島町川戸（国道433号交点）
- 総延長：6.0 km

## 地理

### 通過する自治体
- 山県郡北広島町

### 交差する道路
| 交差する道路             | 交差する場所 | 交差する場所      |
| ------------------------ | ------------ | ----------------- |
| 国道261号                | 新庄         | 上市交差点 / 起点 |
| 国道433号 国道434号 重複 | 川戸         | 終点              |

### 沿線
- 広島新庄中学校・高等学校
- 北広島町図書館
- 北広島町立新庄小学校